# فرودگاه آن‌جانگ
فرودگاه آن‌جانگ (به انگلیسی: An Giang Airport) (به زبان بومی: Sân bay An Giang) یک فرودگاه همگانی با کد یاتا ? است که یک باند فرود آسفالت دارد. این فرودگاه در کشور ویتنام قرار دارد .